# Громадське телебачення Харків
Громадське Телебачення Харків (Hromadske.kh) - це спільна ініціатива харківських журналістів, метою якої є створення неупередженого та оперативного громадського медіа.

## Команда журналістів
Віктор Пічугін
Єлизавета Русаброва
Богдан Геньбач
Олексій Свід
Олександра Свід

## Див. Також
- Громадське телебачення
- Громадське ТБ Дніпро
- Громадське телебачення Донеччини
- Кременчуцьке Громадське Телебачення
- Громадське телебачення Полтава
- Громадське телебачення: Черкаси